# Christina Rieder
Pour les articles homonymes, voir Rieder.
Christina Rieder, née le 29 décembre 1993 à Zell am See, est une biathlète autrichienne.

## Carrière
Christina Rieder est sélectionnée avec l'équipe autrichienne pour la première fois en 2010 à l'occasion des Championnats du monde jeunesse, compétition dans laquelle elle gagne une médaille de bronze en relais en 2012.
Elle fait sa première apparition en Coupe du monde dans un relais en 2012 à Antholz. Trois ans plus tard, elle débute enfin en solo en Coupe du monde sur le sprint de Nove Mesto, peu après avoir remporté la médaille d'argent de l'individuel aux Championnats d'Europe 2015.
Elle marque ses premiers points en 2016 à Canmore avec une 32e place sur le sprint. 

Au cours de la meilleure saison de sa carrière (48e du classement général final de la coupe du monde 2019-2020), elle obtient son meilleur résultat aux championnats du monde 2020 à Antholz en se classant 7e de l'individuel (son premier top 20 dans l'élite).

## Palmarès

### Championnats du monde
| Édition / Épreuve       | Individuel | Sprint | Poursuite | Mass start | Relais | Relais mixte | Relais mixte simple              |
| ----------------------- | ---------- | ------ | --------- | ---------- | ------ | ------------ | -------------------------------- |
| Holmenkollen 2016       | —          | 86e    | —         | —          | —      | —            | Épreuve inexistante à cette date |
| Hochfilzen 2017         | 60e        | —      | —         | —          | DSQ    | —            | Épreuve inexistante à cette date |
| Östersund 2019          | 35e        | —      | —         | —          | 16e    | 17e          | —                                |
| Antholz-Anterselva 2020 | 7e         | 51e    | 31e       | —          | 12e    | —            | —                                |

Légende : 
- — : non disputée par Rieder
- : pas d'épreuve
- DSQ : disqualifiée

### Coupe du monde
- Meilleur classement général : 48e en 2020.
- Meilleur résultat individuel : 7e.

#### Classements en Coupe du monde
| Saison    | Individuel | Individuel | Sprint | Sprint   | Poursuite | Poursuite | Mass start | Mass start | Général | Général  |
| Saison    | Points     | Position   | Points | Position | Points    | Position  | Points     | Position   | Points  | Position |
| --------- | ---------- | ---------- | ------ | -------- | --------- | --------- | ---------- | ---------- | ------- | -------- |
| 2014-2015 | -          | nc         | -      | nc       |           |           |            |            | -       | nc       |
| 2015-2016 |            |            | 9      | 84e      | -         | nc        |            |            | 9       | 90e      |
| 2016-2017 | 1          | 72e        | 7      | 78e      | 13        | 71e       |            |            | 21      | 84e      |
| 2017-2018 | -          | nc         | -      | nc       | -         | nc        |            |            | -       | nc       |
| 2018-2019 | 6          | 63e        | -      | nc       | 3         | 83e       |            |            | 9       | 93e      |
| 2019-2020 | 56         | 17e        | 33     | 57e      | 10        | 61e       | 2          | 48e        | 101     | 48e      |
| 2020-2021 | -          | -          | 8      | 81e      | -         | -         | -          | -          | 8       |          |

### Championnats d'Europe
| Édition / Épreuve   | Individuel               | Sprint | Poursuite | Relais                           | Relais mixte                     | Relais mixte simple              |
| ------------------- | ------------------------ | ------ | --------- | -------------------------------- | -------------------------------- | -------------------------------- |
| Otepää 2015         | Médaille d'argent, monde | 55e    | DNS       | 13e                              | Épreuve inexistante à cette date | Épreuve inexistante à cette date |
| Duszniki-Zdrój 2017 | 31e                      | 23e    | 17e       | Épreuve inexistante à cette date | 7e                               | —                                |
| Ridnaun 2018        | 28e                      | 17e    | 18e       | Épreuve inexistante à cette date | —                                | 6e                               |
| Duszniki-Zdrój 2021 | 14e                      | 31e    | 16e       | Épreuve inexistante à cette date | 6e                               | —                                |

Légende :
- : première place, médaille d'or
- : deuxième place, médaille d'argent
- : troisième place, médaille de bronze
- — : non disputée par Rieder
- : pas d'épreuve
- DNS : n'a pas pris le départ

### Championnats du monde jeune
- Kontiolahti 2012 : 
  -  Médaille de bronze au relais.